# Фехтовальщики (серия комиксов)
«Фехтовальщики» (англ. Fence) — серия комиксов, которую в 2017—2018 годах издавала компания Boom! Studios. В августе 2018 года создатели объявили, что вместо продолжающийся серии будут выходить оригинальные графические романы с подзаголовком Rivals.

## Синопсис
Николасу Коксу 16 лет. Он фехтовальщик, и ему предстоит выступить против сильного соперника — Сэйдзи Катаямы.

## Отзывы
На сайте Comic Book Roundup серия имеет оценку 8,7 из 10 на основе 51 рецензии. С. К. Стюарт из Newsarama дал первому выпуску 4 балла из 10 и в целом был разочарован комиксом, но похвалил художников. Его коллега Кэт Каламиа поставила дебюту оценку 8 из 10 и посчитала, что он «отлично справляется с представлением главного героя». Этелька Лехоцки из NPR сравнил произведение с вебкомиксом Check, Please!.

## Награды
| Год  | Награда            | Категория              | Результат | Прим.                     |
| ---- | ------------------ | ---------------------- | --------- | ------------------------- |
| 2019 | GLAAD Media Awards | Outstanding Comic Book | Номинация | [ 8 ] [ 9 ] [ 10 ] [ 11 ] |